# BET Awards de 2025
A 25.ª cerimônia do BET Awards (no original em inglês: 25th BET Awards ou 2025 BET Awards) ocorreu em 9 de junho de 2025 no Peacock, em Los Angeles, Estados Unidos. A premiação foi criada em 2001 pela emissora televisiva estadunidense Black Entertainment Television com a finalidade de celebrar o legado e a notoriedade de carreira e obra de diversos afro-americanos na música, televisão, cinema e esportes. Esta edição foi apresentada pelo ator Kevin Hart, que substituiu a atriz e modelo Taraji P. Henson após três edições consecutivas. Hart já havia apresentado a premiação anteriormente na edição de 2011.
Em 7 de maio de 2025, a organização da premiação anunciou que a edição seria uma homenagem ao legado do programa televisivo 106 & Park. No dia seguinte, as indicações foram anunciadas, tendo Kendrick Lamar como o principal indicado da edição (10 indicações, no total). Os artistas Doechii, Drake, Future e GloRilla também se destacaram nas indicações, com seis indicações no total cada um. Eventualmente, Lamar consagrou-se também como o artista mais premiado da edição ao conquistar cinco categorias.

## Performances
- Ashanti – "Happy" / "Rock wit U (Awww Baby)" / "Foolish"
- Jim Jones – "Foolish" / "We Fly High"
- Amerie – "1 Thing"
- Keyshia Cole – "I Should Have Cheated"
- Mýa – "Case of the Ex"
- T.I. – "Bring Em Out" / "What You Know"
- B2K – "Bump, Bump, Bump"
- Bow Wow e Jermaine Dupri – "Like You" / "Fresh Azimiz"
- Leon Thomas III – "Mutt"
- Mariah Carey, Anderson .Paak e Rakim – "Type Dangerous" / "It's Like That"
- Lil Wayne	– "King Carter" / "Welcome to Tha Carter" / "A Milli"
- GloRilla e Keyshia Cole – "Let Her Cook" / "Typa"
- Luke James, Miles Caton e Lucky Daye – "The Secret Garden (Sweet Seduction Suite)"
- Craig Robinson, Babyface, Ludacris, Tank, Jennifer Hudson, Doug E. Fresh, T-Pain, Teddy Riley – "Unpredictable" / "Night Time Is the Right Time" / "I Got a Woman" / "Blame It"
- Teyana Taylor	– "Fire Girl" / "Long Time"
- Ledisi – "BLKWMN"

## Vencedores e indicados
Abaixo estão os vencedores e demais indicados em cada uma das categorias dos Prêmios BET de 2025. Os vencedores encabeçam as listagens de indicações de cada categoria e estão destacados em negrito. 
| Álbum do Ano | Vídeo do Ano |
| --- | --- |
| - GNX – Kendrick Lamar - 11:11 (Deluxe) – Chris Brown - Alligator Bites Never Heal – Doechii - Cowboy Carter – Beyoncé - Glorious – GloRilla - Hurry Up Tomorrow – The Weeknd - Some Sexy Songs 4 U – Drake e PartyNextDoor - We Don't Trust You – Future e Metro Boomin | - "Not Like Us" – Kendrick Lamar - "3AM in Tokeyo" – Key Glock - "A Bar Song (Tipsy)" – Shaboozey - "After Hours" – Kehlani - "Denial Is a River" – Doechii - "Family Matters" – Drake - "Timeless" – The Weeknd e Playboi Carti - "Type Shit" – Future e Metro Boomin, Travis Scott e Playboi Carti |
| Viewer's Choice | Melhor Colaboração |
| - "Residuals" – Chris Brown - "Denial Is a River" – Doechii - "Nokia" – Drake - "Like That" – Future, Metro Boomin e Kendrick Lamar - "TGIF" – GloRilla - "Not Like Us" – Kendrick Lamar - "Luther" – Kendrick Lamar e SZA - "Brokey" – Latto                            | - "Luther" – Kendrick Lamar e SZA - "30 for 30" – SZA e Kendrick Lamar - "Alter Ego" – Doechii e JT - "Are You Even Real" – Teddy Swims e Giveon - "Beckham" – Dee Billz, Kyle Richh, Kai Swervo e KJ Swervo - "Bless" – Lil Wayne, Wheezy e Young Thug - "Like That" – Future, Metro Boomin e Kendrick Lamar - "Sticky" – Tyler, the Creator, GloRilla, Sexyy Red e Lil Wayne - "Timeless" – The Weeknd e Playboi Carti |
| Melhor Artista Masculino de R&B/Pop | Melhor Artista Feminina de R&B/Pop |
| - Chris Brown - Bruno Mars - Drake - Fridayy - Leon Thomas III - Teddy Swims - The Weeknd - Usher | - SZA - Ari Lennox - Ayra Starr - Coco Jones - Kehlani - Muni Long - Summer Walker - Victoria Monét |
| Melhor Artista Masculino de Hip Hop | Melhor Artista Feminina de Hip Hop |
| - Kendrick Lamar - BigXthaPlug - BossMan Dlow - Burna Boy - Drake - Future - Key Glock - Lil Wayne - Tyler, the Creator | - Doechii - Cardi B - Doja Cat - GloRilla - Latto - Megan Thee Stallion - Nicki Minaj - Rapsody - Sexyy Red |
| Melhor Artista Revelação | Melhor Grupo |
| - Leon Thomas III - 41 - Ayra Starr - BigXthaPlug - BossMan Dlow - Dee Billz - October London - Shaboozey - Teddy Swims | - Future & Metro Boomin - 41 - Common e Pete Rock - Drake e PartyNextDoor - FLO - Jacquees e Dej Loaf - Larry June, 2 Chainz e The Alchemist - Maverick City Music |
| BET Her | Melhor Artista Gospel Dr. Bobby Jones |
| - "Heart of a Woman" – Summer Walker - "Beautiful People" – Mary J. Blige - "Blackbiird" – Beyoncé - "Bloom" – Doechii - "Burning" – Tems - "Defying Gravity" – Cynthia Erivo e Ariana Grande - "Hold On" – Tems - "In My Bag" – FLO e GloRilla                          | - "Rain Down on Me" – GloRilla, Kirk Franklin e Maverick City Music - "A God (There Is)" – Common, Pete Rock e Jennifer Hudson - "Amen" – Pastor Mike Jr. - "Better Days" – Fridayy - "Church Doors" – Yolanda Adams, Sir the Baptist e Donald Lawrence - "Constant" – Maverick City Music, Jordin Sparks, Chandler Moore e Anthony Gargiula - "Deserve to Win" – Tamela Mann - "Faith" – Rapsody                        |
| Melhor Diretor de Vídeo | Melhor Filme |
| - Dave Free e Kendrick Lamar - Anderson .Paak - B Pace Productions e Jacquees - Benny Boom - Cactus Jack - Cole Bennett - Dave Meyers - Foggieraw - Tyler, the Creator                                                                                                   | - Luther: Never Too Much (Dawn Porter) - Bad Boys: Ride or Die (Adil & Bilall) - Beverly Hills Cop: Axel F (Mark Molloy) - One of Them Days (Lawrence Lamont) - Rebel Ridge (Jeremy Saulnier) - The Piano Lesson (Malcolm Washington) - The Six Triple Eight (Tyler Perry) |
| Melhor Ator | Melhor Atriz |
| - Denzel Washington - Aaron Pierre - Aldis Hodge - Anthony Mackie - Colman Domingo - Jamie Foxx - Joey Badass - Kevin Hart - Sterling K. Brown - Will Smith | - Cynthia Erivo - Andra Day - Angela Bassett - Coco Jones - Keke Palmer - Kerry Washington - Quinta Brunson - Viola Davis - Zendaya |
| Melhor Atleta Masculino | Melhor Atleta Feminina |
| - Jalen Hurts - Aaron Judge - Anthony Edwards - Deion Sanders - Jayson Tatum - LeBron James - Saquon Barkley - Stephen Curry | - Angel Reese - A'ja Wilson - Claressa Shields - Coco Gauff - Dawn Staley - Flau'jae Johnson - JuJu Watkins - Sha'Carri Richardson - Simone Biles |
| Melhor Artista Internacional | Melhor Artista Revelação Internacional |
| - Ayra Starr - Any Gabrielly - Bashy - Black Sherif - Ezra Collective - Joé Dwèt Filé - MC Luanna - Rema - SDM - Tyla - Uncle Waffles | - TxC - Ajuliacosta - Abigail Chams - Amabbi - Dlala Thukzin - Dr. Yaro - kwn - Maglera Doe Boy - Merveille - Odeal - Shallipopi |
| BET YoungStars | BET Ultimate Icon |
| - Blue Ivy Carter - Akira Akbar - Graceyn Hollingsworth - Heiress Diana Harris - Melody Hurd - Thaddeus J. Mixon - Tyrik Johnson - Van Van | - Mariah Carey - Jamie Foxx - Snoop Dogg - Kirk Franklin |